# 山麻雀
山麻雀（学名：Passer cinnamomeus）是雀科麻雀屬的一種鳥類，見於亞洲森林和村落，主要出現在山區。這種小型食種子鳥擁有粗壯的喙，體長14至15 cm（5.5—5.9英寸）。其羽毛主要為上部溫暖的赤褐色，下部灰色。牠展現兩性異形，兩性羽毛的圖案與家麻雀的相對應性別相似。牠的叫聲為甜美且富有音樂感的啁啾聲，連續發出時形成一首歌曲。
有三個亞種被認可，它們主要在下腹部的黃色程度上有所不同。亞種rutilans和intensior在東亞部分地區繁殖，通常生活在輕林地，而亞種cinnamomeus則在喜馬拉雅山脈繁殖，通常與梯田農業相關。山麻雀是人類居住區的典型麻雀，特別是在沒有家麻雀和麻雀的城鎮中。在其分布區的南部，山麻雀偏愛高海拔地區，但在北部則靠近海邊繁殖。山麻雀在喜馬拉雅山脈中知名度較高，在某些語言中有特定的名稱，並且出現在日本藝術中。
山麻雀為台灣稀有留鳥。山麻雀在臺灣海拔分布200-2200公尺之間，集中於雲林縣、嘉義縣、台南市、高雄市及屏東縣等地山區，近幾年面臨急速消失危機，剩不到1000隻，成為瀕臨絕種保育類動物。
山麻雀主要以草本植物和穀物的種子為食，但在繁殖季節也會吃漿果和昆蟲。這種飲食使牠在農業區成為小害蟲，但同時也是昆蟲害蟲的捕食者。繁殖期間牠並不群居，牠們的巢分佈較為分散。當不在繁殖期時，牠會形成群體，儘管不常與其他鳥類物種一起活動。在牠的某些分布區，山麻雀會遷徙，至少會遷往低海拔地區。牠們的巢通常位於樹洞、懸崖或建築物的洞中。雄性在找到伴侶前會選擇巢址，並利用巢進行求偶展示。通常的巢卵數為五到六顆白色卵。雙親共同孵蛋並餵養幼鳥。

## 分類學
英國鳥類學家約翰·古爾德於1835年12月在倫敦動物學會的一次會議上描述了一個在喜馬拉雅山採集到的山麻雀標本，並將其命名為Pyrgita cinnamomea。他的描述被收錄在該學會於1835年出版的會議記錄中，該記錄於1836年4月8日發表。 牠的學名來自新拉丁語cinnamomeus，意為「肉桂色」。 荷蘭動物學家康拉德·雅各·特明克則以在日本採集到的標本，將山麻雀描述為Fringilla rutilans。 特明克的描述出現在他的《Nouveau recueil de planches coloriées d'oiseaux》中，該書於1820年至1839年間分102期出版。曾有人認為包含山麻雀描述的那期於1835年發行，但現在確定其實際發行時間為1836年，然而根據國際動物命名法委員會的規定，因為具體日期不詳，故視為1836年12月31日發表。 大多數分類學家優先採用古爾德的發表，並使用Passer cinnamomeus作為山麻雀的學名。
山麻雀通常被歸入麻雀屬（Passer），在此屬中牠被視為「古北界黑領麻雀」群的一部分，包括麻雀和家麻雀。牠一般被視為家麻雀的近親，甚至有學者理察·梅納茨哈根認為牠與家麻雀的近親索馬利亞麻雀屬於同一物種。
然而，對線粒體DNA的研究表明，山麻雀是古北界黑領麻雀中的早期分支或基群物種。 雖然線粒體DNA顯示麻雀屬的物種形成發生在中新世和上新世， 英國鳥類學家J·丹尼斯·薩默斯-史密斯估計，山麻雀約在距今25,000至15,000年前的末次冰期與其他古北界黑領麻雀分化。當時，麻雀可能被隔離在無冰的庇護所中，如長江下游地區，薩默斯-史密斯認為這是山麻雀最有可能的演化中心。
雖然有十三個亞種被描述，但普遍認可的只有三個，這些亞種主要在下腹部顏色上有所不同。 亞種Passer cinnamomea rutilans在日本、韓國、台灣以及中國東南部和中部繁殖。亞種intensior由沃爾特·羅特希爾德於1922年在雲南描述，牠在中國西南部及印度、緬甸、寮國和越南的部分地區繁殖。 在四川的大片地區，intensior與P. c. rutilans過渡區融合，並有多個亞種名被提出用於這些過渡群體。指名亞種cinnamomeus由古爾德從喜馬拉雅山脈西北部描述，牠在阿魯納恰爾邦北部至阿富汗的努里斯坦省繁殖。

## 描述
山麻雀是一種小型而結實的鳥，整體羽毛呈溫暖的赤褐色。牠屬於中型麻雀，體長14至15 cm（5.5—5.9英寸），體重18至22.5克（0.63—0.79盎司）。 牠擁有適合吃種子的厚實喙，繁殖期的雄性喙為黑色，非繁殖期的雄性喙為角色，雌性喙則為帶黑色尖端的黃褐色。 雄性翅膀展開的長度範圍是6.8至8.2 cm（2.7—3.2英寸），雌性翅膀展開長度是6.7至7.7 cm（2.6—3.0英寸）。尾巴、喙和跗骨的長度分別是4.3至5.1 cm（1.7—2.0英寸）、1.1至1.3 cm（0.43—0.51英寸）和1.6至1.8 cm（0.63—0.71英寸）。
雌雄異型，雄鳥頭頂至背部為栗紅色，喉央線黑色，但在非繁殖季時會出現白色眉線；雌鳥頭至背部為褐色，具明顯淡黃色眉線及褐色過眼線，無喉央線；亞成鳥似雌鳥，唯嘴喙為黃色。
山麻雀的測量數據在地理位置上有所不同，這些差異存在於三個亞種之間，且在喜馬拉雅山亞種cinnamomeus內部也有變化。亞種cinnamomeus通常比其他亞種體型大，且在此種型態中，生活在高海拔的鳥通常體型較大，並且呈現地域漸變的大小差異，範圍西部的鳥較小，東部的鳥較大。
山麻雀的虹膜為栗色。 兩性的腿部顏色為淺棕色至淡粉棕色。 所有麻雀的飛行速度都很快， 而山麻雀的飛行被描述為比麻雀更加迅速和直接。

### 羽毛

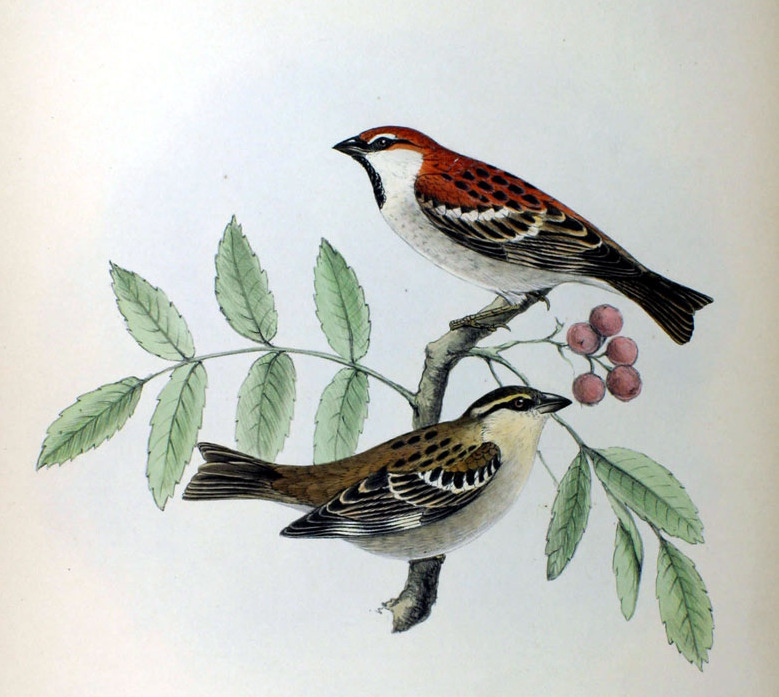
An illustration by Philipp Franz von Siebold from Fauna Japonica, in which the russet sparrow was described with the now synonymised name Passer russatus

雄性和雌性的羽毛存在兩性異形差異，並且其羽毛圖案與家麻雀的對應性別相似。 三個亞種之間有一些差異，尤其是下腹部的顏色。亞種rutilans的鳥臉頰和脖子兩側呈現灰白色，下腹部呈淡灰色。 亞種intensior的鳥下腹部和臉頰帶有淡黃色，而上半身則顏色較深；亞種cinnamomeus的鳥下腹部顏色較重，帶有明顯的黃色調。
換羽的記錄較少，僅在薩哈林和喜馬偕爾邦有觀察到。在薩哈林，換羽發生在8月和9月，介於繁殖季節與遷徙之間。 在喜馬偕爾邦，鳥類飼養家G.A. Perreau觀察了圈養和野外的鳥類，並報告牠們從12月到春天呈現黃色，其餘時間則為白色，這種模式可能並非典型。
繁殖期的雄性上半身從頭頂到臀部呈鮮豔的赤褐色或肉桂紅色，肩胛上有黑色條紋。牠有一個小黑領，眼周圍也有黑色，這與頭頂的赤褐色由一條非常細的白色眉線隔開，這條線從喙延伸到頭後。 牠的脖側和臉頰呈灰白色，下腹部為淡灰色或帶黃色，具地理差異。肩膀和較大的覆羽呈栗色，中覆羽基部為黑色，羽端為白色。其餘的翅膀呈淺棕色，帶有黑色調。 尾巴呈黑褐色，邊緣為灰棕色。 非繁殖期的雄性與繁殖期的雄性差別不大，只是顏色較淡，上半身更偏橘色。 雄性容易與歐亞樹麻雀混淆，但後者臉頰有黑斑，背部呈棕色。
雌性上半身大多為淡棕色，下半身則為淡灰色，因此看起來與家麻雀的雌性相似。牠與家麻雀的不同之處在於羽毛稍微較暗，帶有赤褐色調。牠從眼上方至接近頭部有一條顯眼的奶油色眉線，並有一道粗重的深棕色眼線。翅膀大多為灰棕色，背部則有黑色與米色條紋。 幼鳥與雌性相似，但顏色較淡，偏沙色。雄鳥在首次過冬後接近成鳥外觀，但栗色不如成鳥鮮明，黑領也較黯淡。

### 聲音
山麻雀的叫聲被大多數來源描述為「所有麻雀中最甜美、最具音樂性」的叫聲。 其基本叫聲是cheep或chilp，類似於其他麻雀的叫聲。這種叫聲是單音節的，與家麻雀的chirrup叫聲不同，且比其他麻雀的叫聲更柔和。 這種叫聲通常是飛行叫聲，或者是雄性展示時發出的聲音。錄得的變體包括雄性在巢穴發出的chweep以及顫音的cheeep。 有時，雄雀會將叫聲串聯在一起，用強硬的語氣唱出一種短小的歌，轉錄為cheep chirrup cheeweep或chreet-chreet-chreet。這首歌中夾雜著類似於白鶺鴒的嘶嘶聲chu-swik。 曾報告過一種纖細的swee swee叫聲，類似於印度鵲鴝的叫聲，但這種叫聲的背景未被記錄。 在領土爭奪戰中，雄性會發出快速的chit-chit-chit叫聲。

## 分佈與棲地

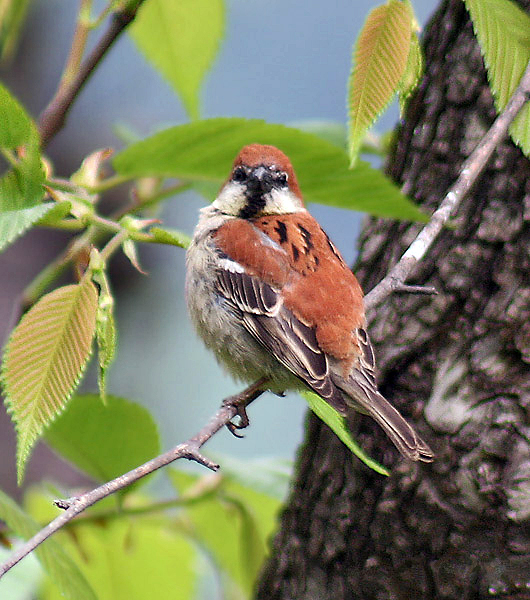
Breeding male in Kullu, India

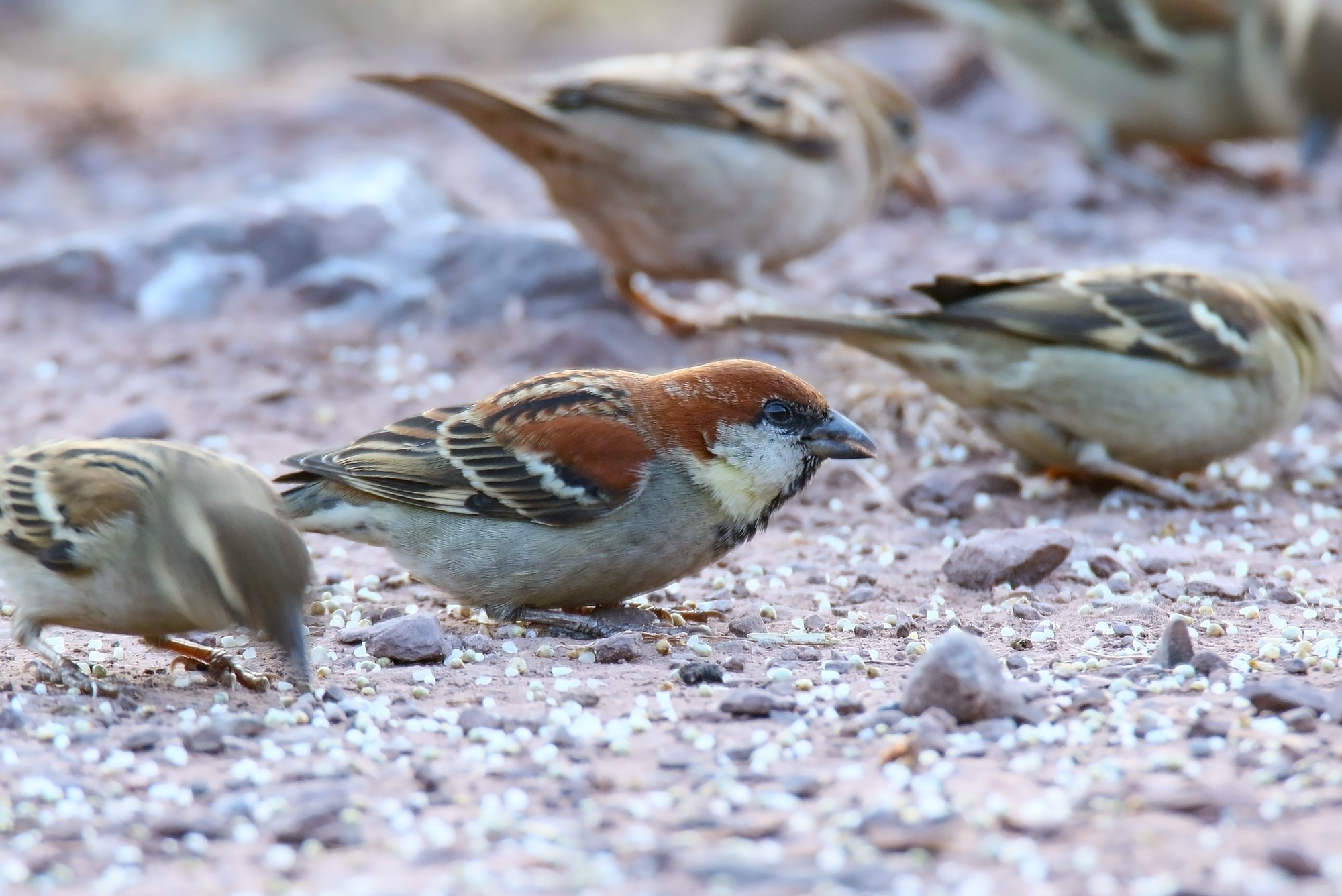
A wintering flock of russet sparrows in Murree, Pakistan

山麻雀分佈於東亞和喜馬拉雅山脈的部分地區。目前尚不清楚這兩個地區之間的分佈是否連續，因為位於中印邊界附近的雅魯藏布江流域因政治敏感性而難以接近鳥類學家。 在喜馬拉雅山脈，山麻雀的繁殖範圍從印度東北部經西藏東南部、不丹、錫金、尼泊爾、北阿坎德邦和喜馬偕爾邦延伸至克什米爾和阿富汗的努里斯坦省。 在許多地區，山麻雀在11月至4月之間會進行短距離的低海拔遷徙。
在東亞，山麻雀分佈於薩哈林、千島群島、俄羅斯大陸的一小部分、日本、韓國南部和中國北部，在這些地區牠主要是遷徙性鳥類。牠也分佈於中國南部和台灣，以及緬甸、印度東北部南部、寮國和越南的山區，並在這些地區大多為留鳥。 山麻雀也作為冬季候鳥出現在日本南部、中國南部和泰國北部。 在東亞，秋季遷徙發生在8月至11月之間。
山麻雀在其大部分廣泛的棲地中顯得非常豐富， 在某些地區甚至是最常見的鳥類之一。 在東南亞，由於全球暖化，牠的低海拔分佈範圍有所縮減，但在高海拔地區，牠的分佈範圍有所擴展，並且仍然常見。 雖然全球種群數量尚未被具體量化，但根據IUCN紅色名錄的評估，牠被列為全球滅絕的無危物種。
山麻雀在其大部分範圍內的繁殖地為山地和高地。牠對高海拔的偏好受緯度影響：在其分佈範圍的最南端，牠從不在海拔低於2,500（8,200英尺）平均海平面的地方繁殖，但在其分佈範圍的最北端，牠常常在海邊繁殖。 在東亞，山麻雀偏愛輕林地，但有時也出現在城鎮和農業區域。 在薩哈林，牠主要在河岸森林中繁殖。 在北海道，山麻雀在較偏遠的森林中找到更多的食物供應給幼鳥，繁殖成功率也更高。
在喜馬拉雅山脈，牠與梯田農業密切相關，並且很可能在3000至4000年前這些農業活動傳入時才擴展到喜馬拉雅地區。 在家麻雀或樹麻雀也存在的城鎮中，牠常出現在花園和不太密集的建築區域。 在印度的一些山地度假站中，家麻雀和山麻雀共存，家麻雀通常在更建築密集的區域和市集繁殖，而山麻雀則出現在「帶有花園和空曠空間的大房子」中。 在只有山麻雀存在的城鎮中，牠並不依賴樹木，通常在房屋周圍繁殖，並在街道上吃食物殘渣。 冬季，遷徙的鳥類會出現在開闊的耕地和河岸草地，但從不遠離灌木或樹木。

## 行為

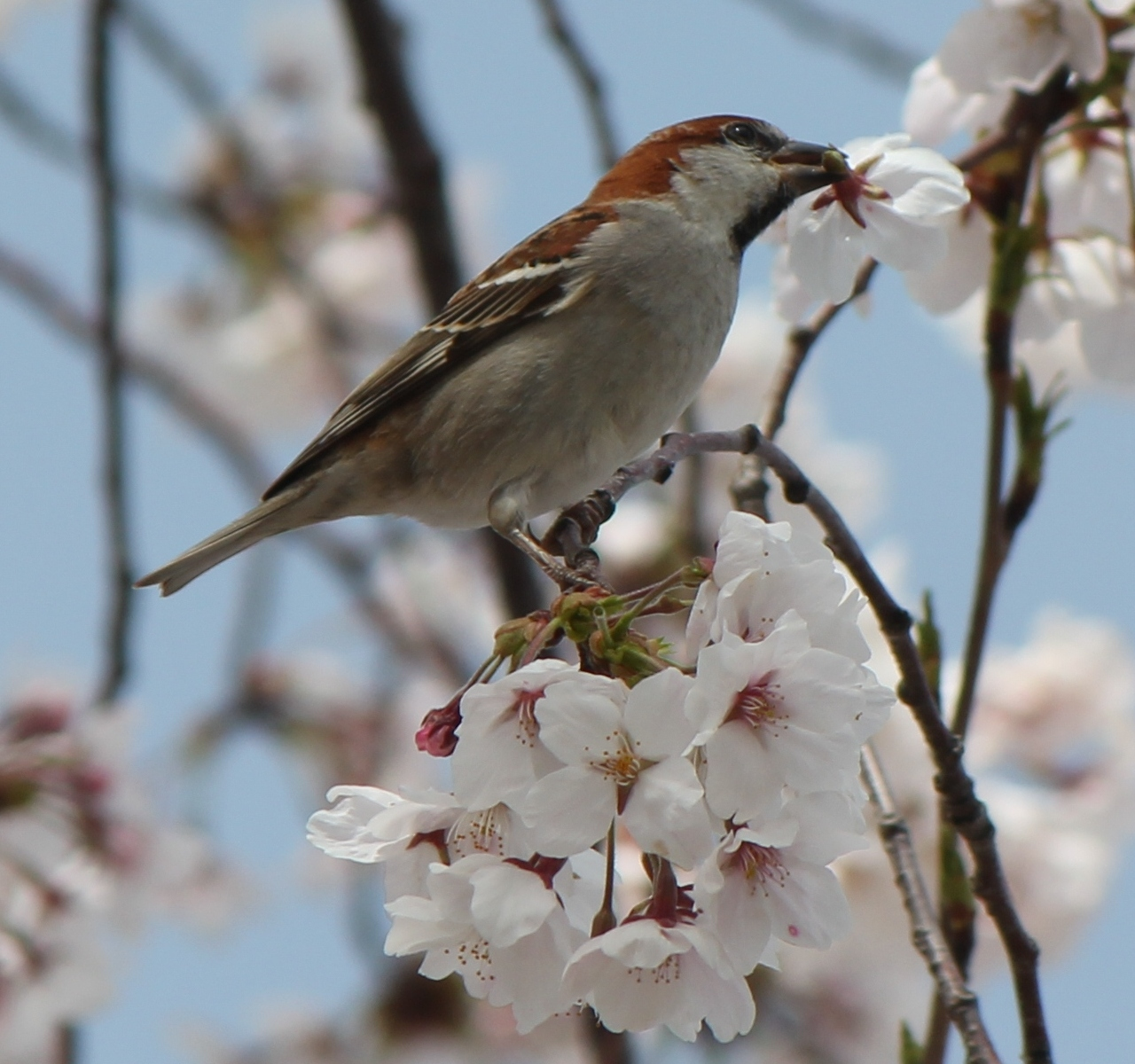
A male eating Yoshino cherry blossoms, in Aichi Prefecture, Japan

在許多行為方面，山麻雀與家麻雀和麻雀相似。牠們一樣在地面覓食，但大多時間停棲在樹枝上。 不同的是，山麻雀更喜歡開放、裸露的樹枝作為停棲點。 有些觀察者形容山麻雀害羞且警覺，但J. Denis Summers-Smith在印度的山地度假站發現牠們相對容易接近。 聚集的山麻雀靠近地面覓食，後面的鳥移到前方，形成「滾動覓食」的模式。
在繁殖季節之外，山麻雀是群居性的，會成群覓食，儘管很少與其他鳥類一起活動。 冬季的群體通常遠離人類居住區。山麻雀在冬季的夜間也具有社交性，牠們會在樹木和灌木中形成大型的集體棲地。繁殖季節時，雌鳥睡在巢中，雄鳥則睡在附近的樹葉中。
成年山麻雀主要食用草本植物和雜草的種子，以及稻米、大麥和其他穀物。當可獲得時，牠們也會食用漿果，例如來自某些Berberis植物的漿果。 雛鳥主要以昆蟲為食，尤其是毛毛蟲和在樹上捕獲的甲蟲幼蟲，以及追逐飛行昆蟲。 在繁殖季節，成鳥也會食用昆蟲。
目前尚未研究山麻雀的死亡率，但已知許多幼鳥死於Isospora感染，這種寄生蟲牠們幾乎沒有抵抗力。 山麻雀的其他已記錄寄生蟲包括Protocalliphora和Menacanthus咀嚼蝨。

### 繁殖
山麻雀的繁殖季很短，約三個月。喜馬拉雅亞種cinnamomeus的繁殖記錄從4月到8月，指名亞種的繁殖期為5月到7月，亞種intensior被認為在3月繁殖。 在繁殖季節，山麻雀不具群居性，其巢分佈均勻而非集中。牠們的巢多建於樹洞中，通常是廢棄的啄木鳥巢。 有記錄顯示山麻雀與麻雀和白鶺鴒一起在黑鳶的巢中繁殖，利用鳶的領土防禦來避免巢被捕食。 其他巢址包括茅草屋頂的屋簷、石牆和堤岸，以及電線接合盒。 在不丹，牠們會在寺院外牆的洞穴中築巢，通常與歐亞樹麻雀並存。 在薩哈林，牠們有時會在灌木叢中築獨立的巢。山麻雀也會利用金腰燕的廢棄巢穴，有記錄顯示一對山麻雀曾試圖將一對黑冠山雀從巢中趕走。
在台灣山麻雀常利用五色鳥或小啄木啄出的樹洞，以枯葉乾草和細枝築巢。 而除了樹洞外，山麻雀也會利用電桿孔洞、橫擔或是屋頂夾層等，甚至會利用水庫泄洪道牆上的排水孔，相當多元。
雄性選擇巢址，並用其進行求偶展示，牠會花費大量時間在附近鳴聲。當雌鳥靠近時，雄鳥會開始展示，抬起頭部、下垂翅膀、挺起胸部並降低尾巴。牠會在雌鳥面前上下鞠躬，若雌鳥不接受，則會衝刺並飛走。 雙方共同建巢，巢由鬆散、凌亂的乾草組成，填滿巢穴，內襯毛皮和羽毛以保持溫暖。
卵為細長的橢圓形，質地細膩且略帶光澤。卵的總體顏色為帶灰色調的白色，並帶有棕色斑點、條紋或斑塊。 卵的平均大小為19.2×14.2毫米（0.75×0.55英寸）。 卵與歐亞樹麻雀的相似，但顏色較暗，形狀更狹長， 雖然無法確定與其他麻雀卵的區別。 每年產卵兩次，每次產四顆，有時五或六顆卵。 在北海道，產卵期為5月初至7月初，產卵高峰期為5月中旬和6月下旬。 雙方共同孵蛋並餵養幼鳥，雄鳥通常在餵養雛鳥方面更為活躍。 在北海道，雛鳥孵化時體重約為2至5克（0.071至0.176盎司），並在孵化後十四或十五天離巢，體重約為15至55克（0.53至1.94盎司）。在台灣蛋孵化時間約12-14天，通常是雌鳥孵蛋；雛鳥孵化至離巢約12-14天，離巢後的幼鳥仍需要親鳥餵食8-9天，然後再教導其生活技能。 根據舊文獻記載，大杜鵑曾被記錄為山麻雀的巢寄生者。

## 與人類的關係

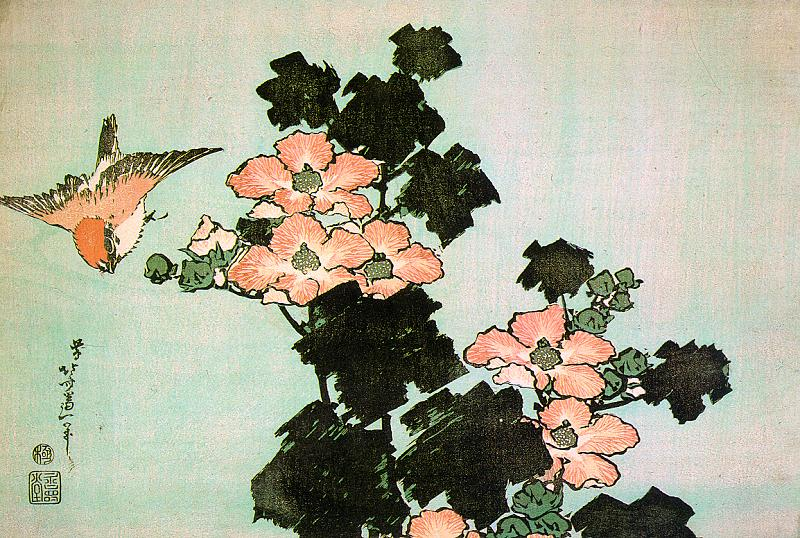
The c. 1830 woodblock "Hibiscus and Sparrow" by the Japanese artist Hokusai, which portrays the russet sparrow

在部分分佈區，山麻雀居住在城鎮中，而在大多數分佈區，牠出現在靠近農田的地方，並對農業構成輕微的威脅。雖然牠會破壞農作物，但牠也會以昆蟲害蟲餵養雛鳥。 在中國，山麻雀曾被記錄為籠養鳥，與歐亞樹麻雀一起飼養。 在日本，牠曾在1870年代被食用，並在橫濱的野味市場上出售。 山麻雀在喜馬拉雅山脈地區廣為人知，在大多數語言中，牠有別於歐亞樹麻雀的不同俗名。例如，在印地語中稱其為lal gouriya，而在藏語中則稱為kang-che-go-ma。 日本藝術家葛飾北齋曾描繪山麻雀，因此牠出現在以日本藝術為主題的郵票上，這些郵票在日本、岡比亞和圭亞那發行。

## 圖集

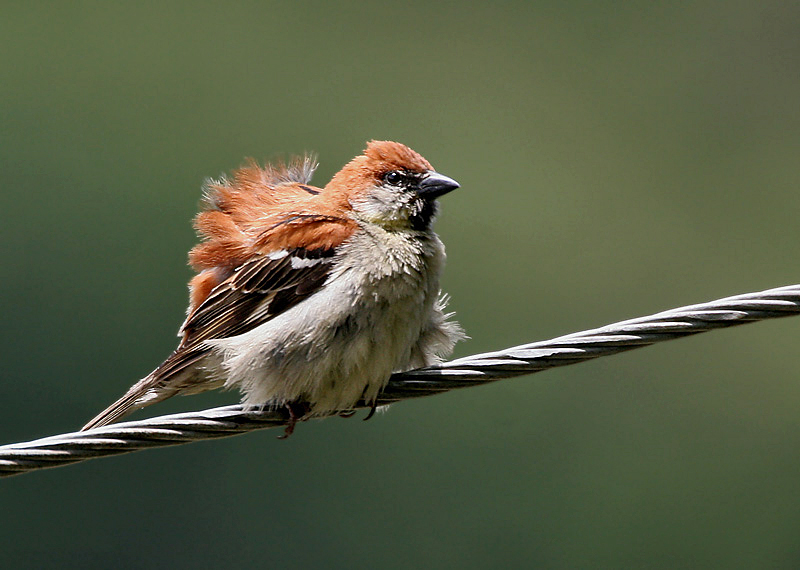
公鳥於印度喜馬偕爾邦Kullu至Manali區
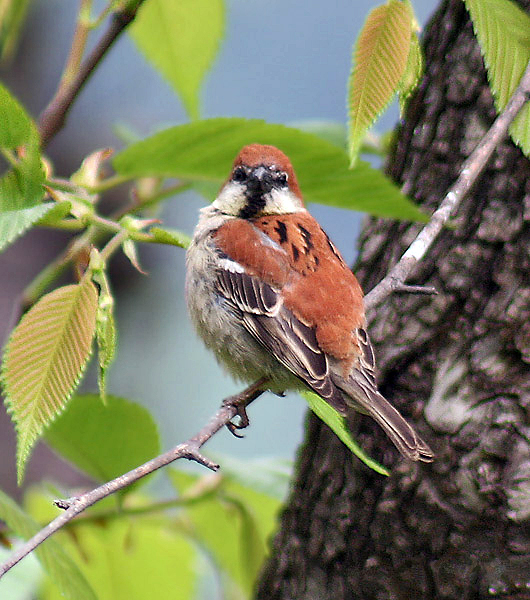
公鳥於印度喜馬偕爾邦Kullu至Manali區
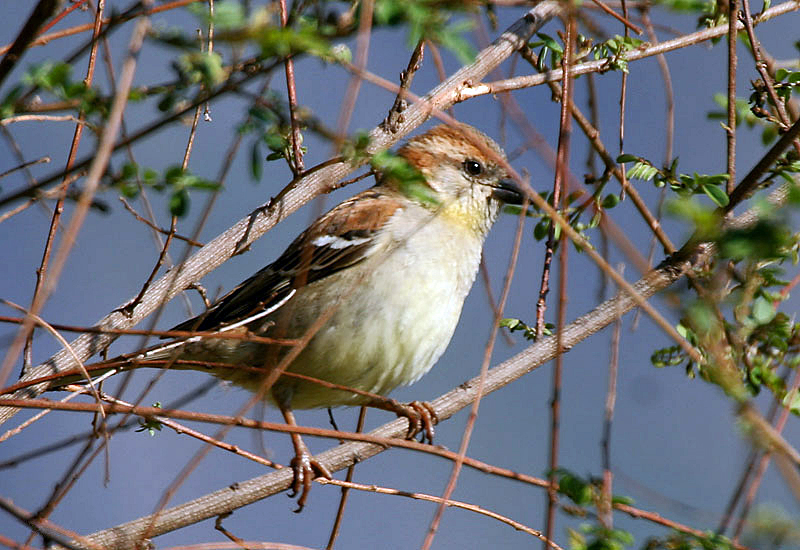
母鳥於印度喜馬偕爾邦Kullu至Manali區
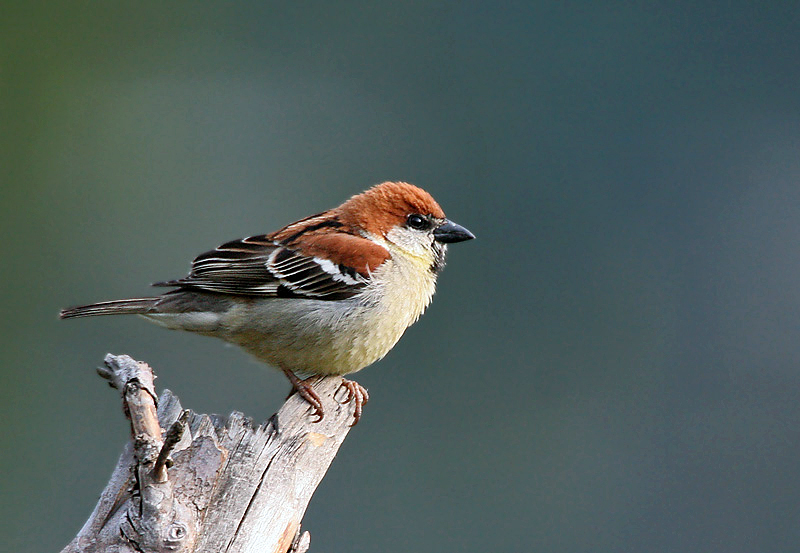

## 外部連結
- Russet Sparrow （页面存档备份，存于） at the Internet Bird Collection
- Recording of the Russet Sparrow's calls （页面存档备份，存于）

1. ↑  . The IUCN Red List of Threatened Species 2017.   [1 October 2016] （英语）. 数据库資料包含說明此物種被編入無危級別的原因
2. 1 2 3 4 5  台灣濕地雜誌NO. 96春, 山麻雀專刊。
3. 1 2  Gould, J. . Proceedings of the Zoological Society of London. 1836, (36): 185–187  [2024-10-14]. （原始内容存档于2025-02-23）. Dated 1835 on the title page but published in 1836.
4. ↑  Sclater, P. L. . Proceedings of the Zoological Society of London. 1893: 436–440  [2024-10-14]. （原始内容存档于2024-11-27）.
5. 1 2  Mlíkovský, J. . Chinese Birds. 2011, 2 (2): 109–110. Bibcode:2011AvRes...2..109M. doi:10.5122/cbirds.2011.0016 .
6. ↑  Jobling 2009，第108頁
7. ↑  Temminck, Coenraad Jacob.  3. Paris: F.G. Levrault. 1838. Plate 588, Fig. 2 （法语）. The 5 volumes were originally issued in 102 parts, 1820-1839
8. ↑  Dickinson, E. C. . Zoologische Verhandelingen, Leiden. 2001, 335: 7–53  [2024-10-14]. （原始内容存档于2017-09-27）.
9. ↑  Summers-Smith, D. del Hoyo, J.; Elliott, A.; Sargatal, J.; Christie, D. A.; de Juana, E. , 编. . Handbook of the Birds of the World Alive (Lynx Edicions). 2020  [28 September 2017]. S2CID 216264691. doi:10.2173/bow.russpa2.01.
10. ↑  Dickinson, E. C.; Christidis, L. (编).  4th. Eastbourne, UK: Aves Press. 2014: 305. ISBN 978-0-9568611-2-2.
11. ↑  Gill, Frank; Donsker, David (编). . World Bird List Version 8.1. International Ornithologists' Union. 2017  [1 February 2018]. （原始内容存档于2017-01-26）.
12. 1 2 3 4 5 6 7 8  Summers-Smith 1988，第205–206頁
13. ↑  Meinertzhagen, R. . The Ibis. 1951, 93 (3): 443–459. doi:10.1111/j.1474-919X.1951.tb05445.x.
14. 1 2  Allende, Luis M.; Rubio, Isabel; Ruíz-del-Valle, Valentin; Guillén, Jesus; Martínez-Laso, Jorge; Lowy, Ernesto; Varela, Pilar; Zamora, Jorge; Arnaiz-Villena, Antonio.  (PDF). Journal of Molecular Evolution. 2001, 53 (2): 144–154. Bibcode:2001JMolE..53..144A. CiteSeerX 10.1.1.520.4878 . PMID 11479685. S2CID 21782750. doi:10.1007/s002390010202. （原始内容 (PDF)存档于21 July 2011）.
15. ↑  González, Javier; Siow, Melanie; Garcia-del-Rey, Eduardo; Delgado, Guillermo; Wink, Michael.  (PDF). Systematics 2008, Göttingen. 2008. （原始内容 (PDF)存档于7 July 2011）.
16. 1 2 3  Summers-Smith, J. Denis. . del Hoyo, Josep; Elliott, Andrew; Christie, David  (编). . Barcelona: Lynx Edicions. 2009. ISBN 978-84-96553-50-7.
17. ↑  Summers-Smith 1988，第279–280, 288–290頁
18. 1 2 3 4 5 6 7 8 9 10 11 12  Clement, Harris & Davis 1993，第450–451頁
19. 1 2 3 4 5 6 7 8 9 10  Summers-Smith 1988，第206–210頁
20. ↑  Rand & Fleming 1957，第200–201頁
21. ↑  Bangs, Outram. . Bulletin of the Museum of Comparative Zoölogy. 1930, LXX.
22. 1 2  Gee & Moffet 1917，第210頁
23. ↑  Clement, Harris & Davis 1993，第4頁
24. 1 2 3  Baker 1926，第181頁
25. ↑  Vaurie, Charles; Koelz, Walter. . American Museum Novitates. 1949, (1406): 1–41. hdl:2246/2345.
26. 1 2 3 4 5 6 7 8 9 10  Summers-Smith 1988，第214頁
27. ↑  Perreau, G. A. . Journal of the Bombay Natural History Society. 1910, XIX (4): 986–988.
28. ↑  Perreau, G. A. . The Avicultural Magazine. new series. May 1909, VII (7): 201–205  [2024-10-14]. （原始内容存档于2024-11-27）.
29. ↑  Teschemaker, W. E. . The Avicultural Magazine. new series. May 1909, VII (7): 205–208.
30. ↑  Jerdon 1863，第365頁
31. ↑  Oates 1890，第241頁
32. 1 2  Flint et al. 1984，第295–296頁
33. 1 2 3 4 5  Ali & Ripley 1999，第78–79頁
34. ↑  Robson 2004，第125頁
35. 1 2
36. 1 2  Roberts 1992，第480–481頁
37. ↑  Fujimaki, Yuzo. . Japanese Journal of Ornithology. 1988, 37 (2): 69–75. doi:10.3838/jjo.37.69 .
38. ↑  Fujimaki, Yuzo. . Japanese Journal of Ornithology. 1986, 35 (1): 15–23. doi:10.3838/jjo.35.15 .
39. ↑  Peh, Kelvin S.-H.  (PDF). The Condor. 2007, 109 (2): 437–441  [2024-10-14]. S2CID 85182744. doi:10.1650/0010-5422(2007)109[437:PEOCCO]2.0.CO;2. （原始内容存档 (PDF)于2020-12-13）.
40. 1 2 3 4 5  Summers-Smith 1988，第210–211頁
41. 1 2  Chae, Hee-Young.  (PDF). Korean Journal of Ecology. 1997, 20 (6): 405–411. （原始内容 (PDF)存档于26 October 2011）.
42. 1 2 3 4  Chae, Hee-Young. . Japanese Journal of Ornithology. 1997, 45 (4): 215–225. doi:10.3838/jjo.45.215 .
43. ↑  Summers-Smith 1988，第214–215頁
44. 1 2 3  Summers-Smith 1992，第100–103頁
45. 1 2 3 4  Summers-Smith 1988，第211–212頁
46. 1 2  Vaughan & Jones 1913，第168–169頁
47. ↑  Tung, K. C.; Liu, J. S.; Cheng, F. P.; Yang, C. H.; Tu, W. C.; Wang, K. S.; Shyu, C. L.; Lai, C. H.; Chou, C. C.; Lee, W. M. . Acta Veterinaria Hungarica. 2007, 55 (1): 77–85. PMID 17385558. doi:10.1556/AVet.55.2007.1.8.
48. ↑  Price, Roger D. . Annals of the Entomological Society of America. 15 July 1975, 68 (4): 617–622. doi:10.1093/aesa/68.4.617.
49. 1 2 3 4 5 6 7 8  Summers-Smith 1988，第212–14頁
50. ↑  Kotaka, Nobuhiko; Matsuoka, Shigeru.  (PDF). Ornithological Science. 2002, 1 (2): 117–122. doi:10.2326/osj.1.117. （原始内容 (PDF)存档于30 November 2003）.
51. ↑  Takagi, Masaoki; Takahashi, Mitsuhiko.  (PDF). Strix: 127–129.   [4 March 2010]. （原始内容存档 (PDF)于2024-06-05）.
52. 1 2  Hume & Oates 1890，第164–165頁
53. ↑  Whistler 1949，第229頁
54. ↑  Ogilvie-Grant 1912，第206–207頁
55. ↑  Lowther, Peter E.  (PDF). 25 November 2009  [4 March 2010]. （原始内容 (PDF)存档于2011-07-16）.
56. ↑  Blakiston & Pryer 1878，第244頁
57. ↑  Anonymous.  (PDF). Buceros. 1998, 3 (1). （原始内容 (PDF)存档于1 April 2010）.
58. ↑  Scharning, Kjell. . Theme Birds on Stamps.   [25 February 2010]. （原始内容存档于2025-02-11）.